# 스포츠 일러스트레이티드 스타디움
레드불 아레나(Red Bull Arena)는 미국 뉴저지주 해리슨에 위치한 MLS 뉴욕 레드불스와 USL 뉴욕 레드불스 II의 홈경기장이다. 반투명 지붕으로 덮여 있으며, 최대 25,000명까지 수용이 가능하다.
| MLS 올스타전 개최 경기장 |                      |          |
| 2010년                   | 2011년 레드불 아레나 | 2012년   |
| 릴라이언트 스타디움      | 2011년 레드불 아레나 | PPL 파크 |
|                          |                      |          |
|                          |                      |          |